# Lisowczycy

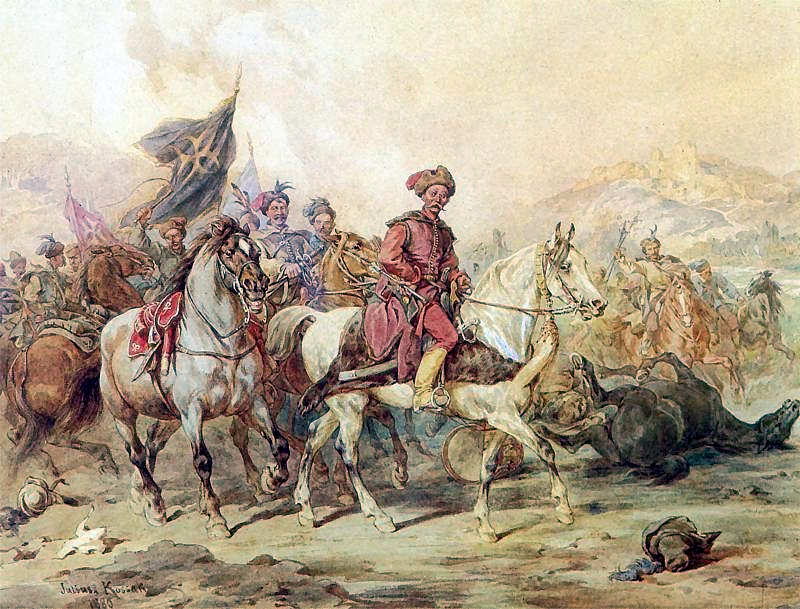
Lisowczycy – akwarela Juliusza Kossaka

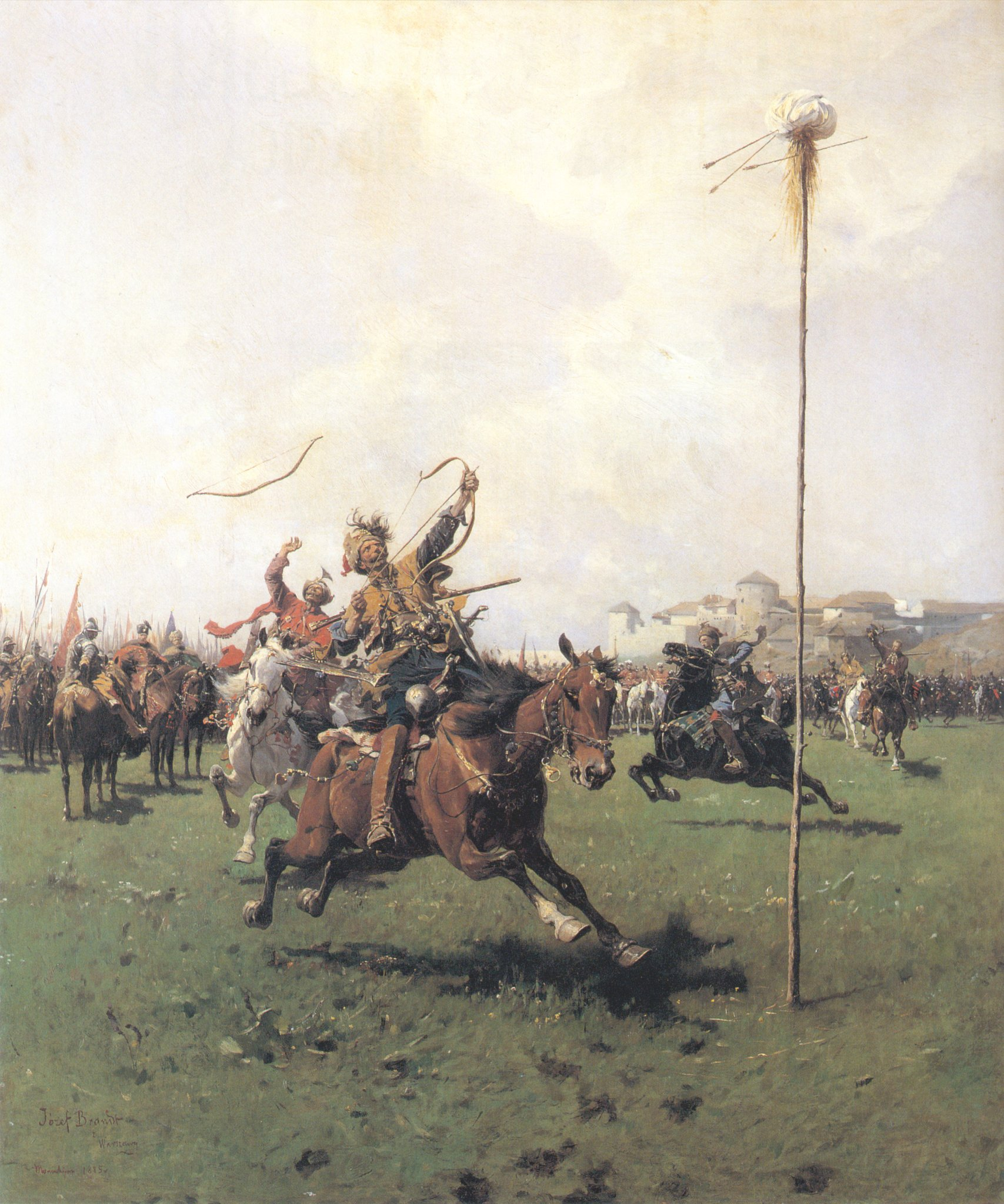
Strzelanie z łuku – mal. Józef Brandt, 1885

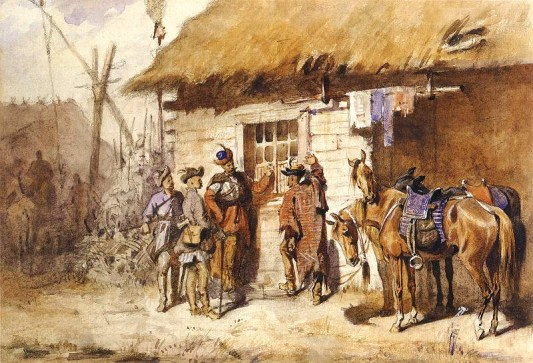
Józef Brandt – Lisowczycy przed gospodą

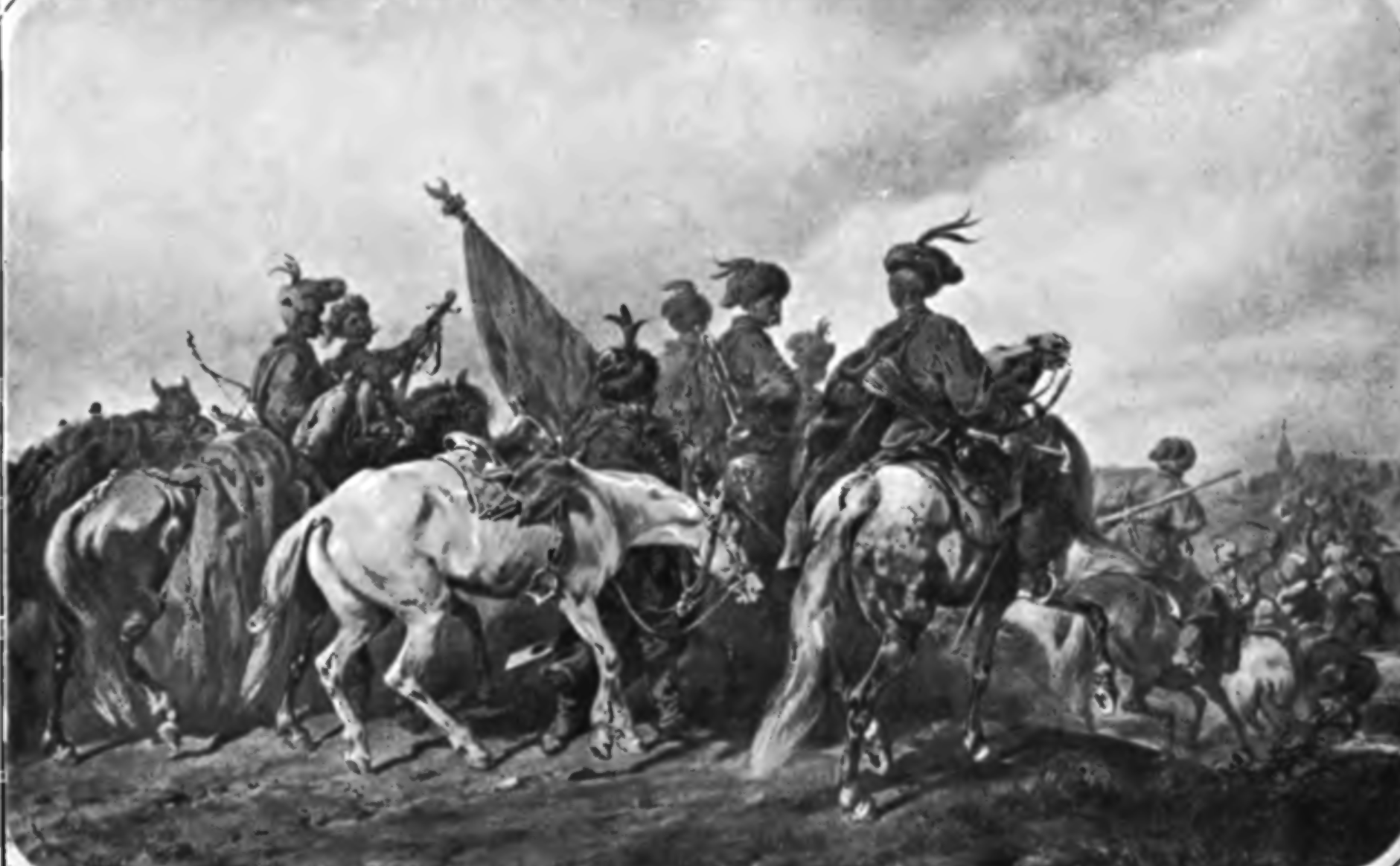
Lisowczycy nad Renem (mal. Juliusz Kossak)

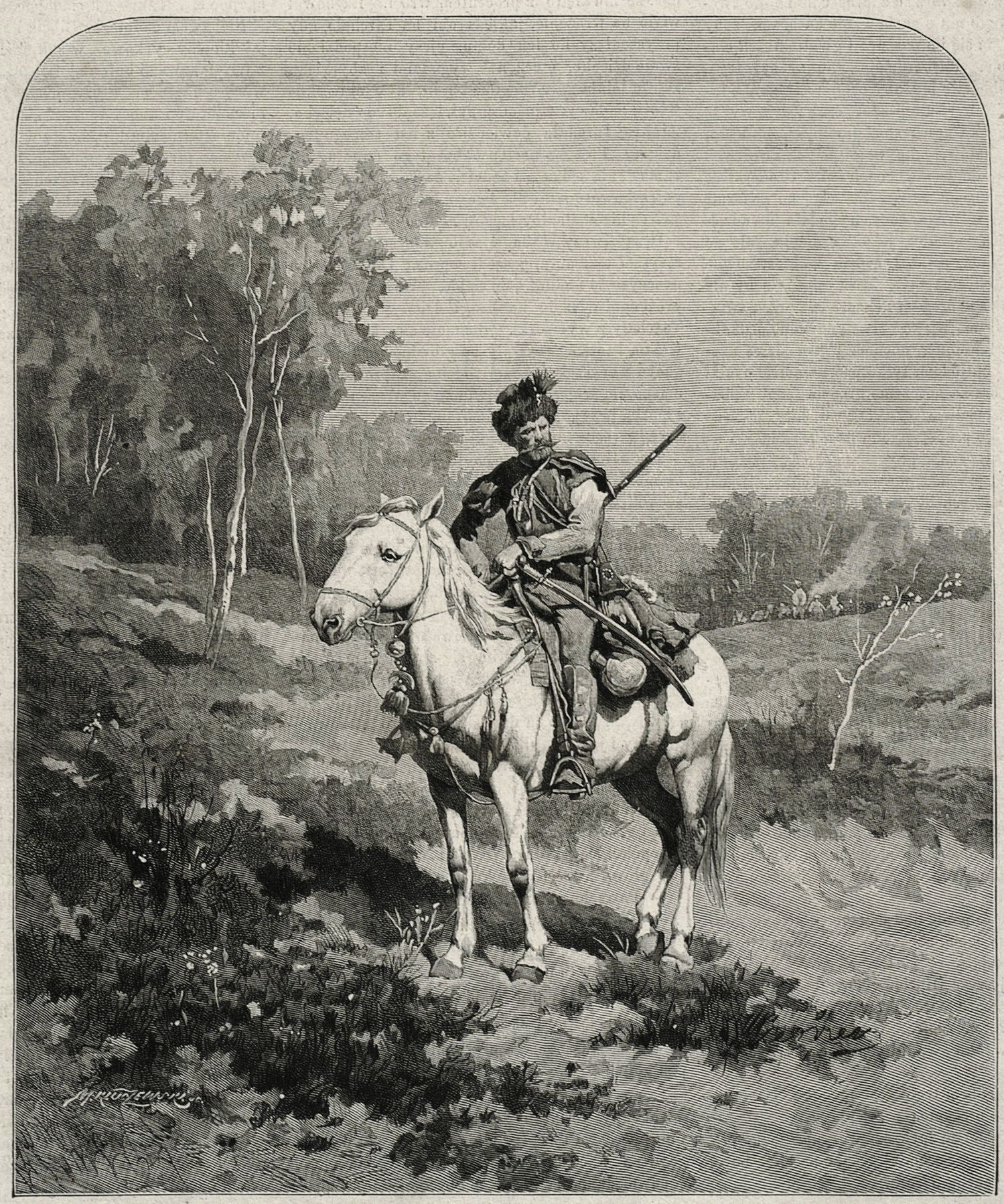
Lisowczyk na pikiecie (drzeworyt Michała Kluczewskiego według rys. Władysława Szernera, 1882)

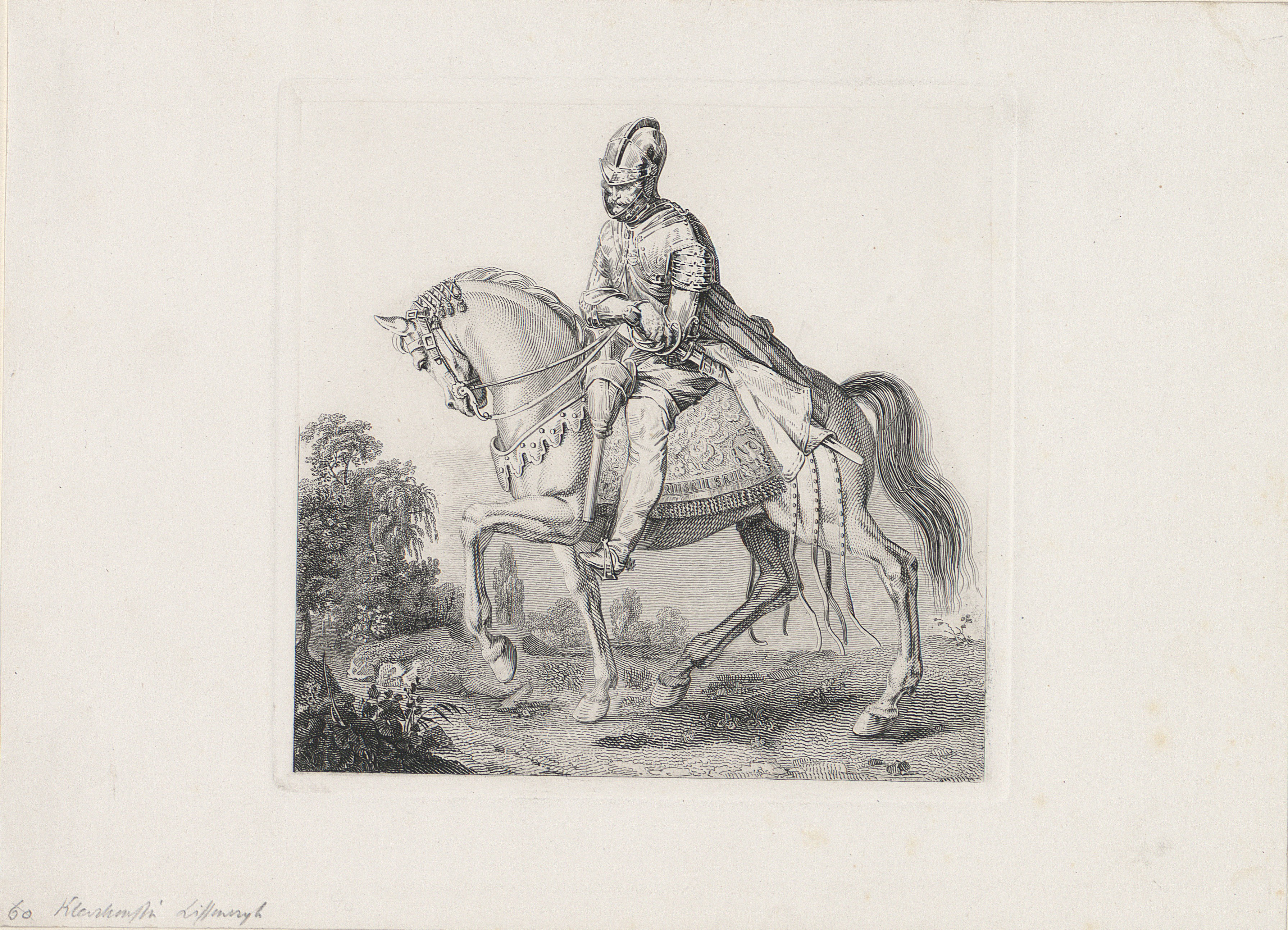
Hieronim Kleczkowski – dowódca Lisowczyków w Czechach (staloryt Antoniego Oleszczyńskiego, 1832)

Lisowczycy, lisowczyki (początkowa nazwa straceńcy, również chorągiew elearska) – najemna ochotnicza formacja lekkiej jazdy polskiej stworzona w 1607 roku przez Aleksandra Lisowskiego. Jej zawiązki powstały w czasie służby Lisowskiego u Dymitra II Samozwańca w latach 1607–1611. Wskutek dokonywania gwałtów i rabunków lisowczyków zazwyczaj nie brano do niewoli, lecz tracono na miejscu.

## Historia
Dwutysięczny oddział lisowczyków brał udział w wojnie polsko-rosyjskiej 1609–1618. Od śmierci Lisowskiego w 1616 r. dowodzeni byli przez pułkownika Stanisława Czaplińskiego. Od 1619 r. ich dowódcą był Jan Walenty Rogawski. W czasie wypraw moskiewskich przeprowadzili szereg operacji zaczepnych na terytorium Carstwa Rosyjskiego, rozbijając w grudniu 1617 r. pod Kaługą wojska rosyjskie kniazia Dymitra Pożarskiego. Ich łupiestwo spowodowało m.in. obłożenie tej formacji klątwą, która jednak po pewnym czasie została zdjęta.
W listopadzie 1619 r. stacjonujący w okolicach Kowna lisowczycy zostali oddani przez króla Zygmunta III Wazę do dyspozycji Ferdynanda II Habsburga, zagrożonego w oblężonym przez księcia siedmiogrodzkiego Gábora Bethlena Wiedniu. Wspomagani byli przez oddziały zaciągnięte w Polsce przez Adama Lipskiego oraz Jerzego Hommonaia – węgierskiego magnata, wroga Bethlena. 8–10 tysięcy lisowczyków pod dowództwem Walentego Rogowskiego pokonało w dniach 22–23 listopada wojska Jerzego I Rakoczego w bitwie pod Humiennem i Zavadą. Zdobyto 17 chorągwi węgierskich, poległo ok. 3 tys. żołnierzy Rakoczego, reszta zbiegła z pola bitwy. Droga do Siedmiogrodu została otwarta i choć lisowczycy nie zdobyli Koszyc, zmusiło to Gábora Bethlena 4 grudnia do odstąpienia od oblegania Wiednia i powrotu do zagrożonego kraju.
Na wieść o zbliżaniu się Rakoczego z nową, piętnastotysięczną armią, część pułku z Rogowskim postanowiła wrócić do Polski (zatrzymali się na obszarze dzisiejszej Słowacji, gdzie dopuszczali się złego traktowania mieszkańców). Pozostali pod wodzą pułkownika Jarosza Kleczkowskiego zdecydowali się na przejście na służbę cesarską, w której pozostali przez kilka następnych lat.
3 lutego 1620 lisowczycy przekroczyli granicę Śląska w okolicach Siewierza, po czym podeszli pod Tarnowskie Góry, gdzie dostali się pod ogień z dział. Następnie złupili Strumień oraz Skoczów, a także okoliczne wioski. Holeszów uratowany został przed złupieniem jedynie dzięki wstawiennictwu ks. Jana Sarkandra. 8 lutego dotarli na przedpola Wiednia.
Po śmierci Kleczkowskiego 4 marca 1620 pod Krems, ich pułkownikiem został Stanisław Rusinowski, pod którego rozkazami walczyli na Białej Górze 8 listopada 1620 r.; w bitwie tej zdobyli 20 chorągwi pułkowych. 7 maja 1621 cesarz wypłacił zaległy żołd i zwolnił od służby uciążliwych z powodu grabieży lisowczyków (aż do czasów wojen napoleońskich w Królestwie Niemieckim matki straszyły swe dzieci polskimi kozakami). Część żołnierzy przeszła na służbę księcia bawarskiego Maksymiliana, inni powrócili do Polski.
Chorągiew pułkownika Rusinowskiego walczyła z Turkami pod Chocimiem w 1621 r. (podczas tej bitwy zginął ich dowódca).
Po wojnie z Turcją Zygmunt III Waza ponownie wysłał lisowczyków na służbę cesarza Ferdynanda. Jednak w czasie pobytu na ziemiach polskich, pomimo otrzymania wykupu od grabieży, w 1623 roku złupili Raków. Tym razem dowodził nimi Stanisław Strojnowski i Idzi Kalinowski. Brali udział w bitwach na Śląsku, pod Kłodzkiem, Bystrzycą Kłodzką oraz pod Mansfeld.
Podczas wojny ze Szwecją w latach 1626–1629 walczyli na terytorium Prus Królewskich.
Pod dowództwem Pawła Niszczyckiego, starosty łomżyńskiego i Jana Gromadzkiego wzięli udział w wyprawie Ferdynanda II w wojnie z Królestwem Francji, gdzie walczyli w Pikardii aż do odwołania przez Sejm. Ostatnim pułkownikiem lisowczyków był Mikołaj Moczarski.
Po powrocie do kraju ponownie miały miejsce przypadki złego traktowania przez nich ludności cywilnej, do której odnosili się jak do ludność w kraju wroga. Splądrowali i puścili z dymem Radomsko. Zostali potępieni w uchwałach sejmowych i rozwiązani około 1635 roku.
Terytorialny zasięg ich działań obejmował obszary kontynentu od Renu aż po Morze Białe.

### Ustawy przeciw lisowczykom
Ustawa O zabieżeniu Konfederacyi żołnierskiey, y wszelakiey nawalney domowey swywoli z 1623 roku nakazywała podjęcie skrajnych środków, z użyciem siły zbrojnej włącznie, przeciw żołnierzom zawiązującym konfederacje. Król za przyzwoleniem wyznaczonych do jego boku senatorów i posłów mógł ogłaszać takich żołnierzy za hostibus Patriae (łac. nieprzyjaciół Ojczyzny), banitów i pozbawionych czci. Zabicie swawolnika było bezkarne, co więcej, zabójcę wynagradzano przyznaniem dóbr zabitego. Choć ustawa nie wymieniała wyraźnie lisowczyków, jednak traktowana była jako wymierzona także przeciw nim. Obowiązywać miała do czasu zwołania następnego Sejmu.
Ustawa Postanowienie na domowę obronę względem swywolników (1624) ponawiała poprzednią i wyraźnie rozciągała ją na ludzi swawolnych bez pozwolenia wyruszających z chorągwiami i znakami wojennemi w kupach nie małych do państw obcych za granicę. Zaostrzała uznanie pozbawienia czci jako ipso facto (samoistnie) bez konieczności ogłaszania przez króla. Bezkarność i nagrody za zabicie uzupełniono zastrzeżeniem: Ktoby był bannitem, a takiego zabił, eo ipso (tym samym) od bannicyi wolen będzie. Amnestia obejmowała tych, którzy w ciągu 12 tygodni od ogłoszenia ustawy wrócą do kraju i ujawnią przed władzami w jakimkolwiek grodzie, zobowiązując się do zaprzestania wzbronionej działalności. Z dobrodziejstwa tego wyłączono dowódców.
Warunek bezpieczeństwa Rzeczypospolitey, y dochodzenia retent z roku 1625 potwierdzając poprzednie ustawy nakazywał wydawać z kancelarii koronnej i litewskiej glejty dla wszystkich, którzy spełniwszy wymagane warunki wstąpili do wojska Rzeczypospolitej i wiernie pełnili służbę. W roku 1626 uchwalono Przywrócenie do czci ludzi swawolnych obejmujące wymienionych w Warunku bezpieczeństwa. Wobec pozostałych dotychczasowe zakazy powtórzyła ustawa Swawolne kupy.

## Wojskowość i uzbrojenie
Celem utworzenia oddziałów lisowczyków było odciążenie skarbu Rzeczypospolitej od obowiązku wypłacania im żołdu. Werbowano ich, zapewniając im pełną swobodę zagarniania łupów wojennych, które były ich jedynym wynagrodzeniem za służbę. Formacja była złożona z najemników różnej narodowości, głównie Polaków, a także Litwinów i Rusinów . Dowódców obierali sobie sami poprzez głosowanie.
Podobnie jak cała jazda narodowego autoramentu, dzielili się na towarzyszy, pocztowych oraz czeladź – ciurów, tworzących oddzielne chorągwie, które brały udział w manewrach, a czasami w boju (co było nowością w wojskach polskich). Pułk lisowczyków (zazwyczaj ponad 1000 żołnierzy) dzielił się na chorągwie, z czego dwie (czarna i czerwona) podlegały bezpośrednio dowódcy. Pułki dowodzone były przez pułkowników z pomocą oboźnego, sędziego i strażnika. Chorągwie prowadzone były przez rotmistrzów z pomocą porucznika i chorążego.
Specjalizowali się w zagonach na terytorium wroga, walczyli bez taborów, zaopatrując się podczas ciągłych rabunków w terenie, na którym operowali. Poruszali się podobnie jak Tatarzy, komunikiem, tzn. nie mieli wozów, tylko po kilka koni do jazdy wierzchem, a wyposażenie i żywność przewozili na koniach jucznych.
Specyficzny był sposób dosiadania przez nich koni – stali w strzemionach, pochylając się nad koniem, aby maksymalnie mu ulżyć i wykorzystać jego możliwości (podobnie jak dzisiejsi dżokeje). Powodowało to również zwiększenie siły zamachu bronią sieczną lub obuchową (cios z przysiadu), ułatwiało obracanie się w celu wystrzelenia pocisku, jak również przesiadanie się na innego konia w biegu. Ich siodła były niewielkich rozmiarów.
Charakteryzowali się błyskawicznym przemieszczaniem, wynikającym ze sposobu jazdy, stosowaniem taktyki podstępów i forteli wojennych, niezwykłą odwagą oraz straszliwym pustoszeniem i rabowaniem terenów, na których przebywali. Ich wyszkolenie jeździeckie i bojowe wzbudzało podziw cudzoziemców. Wyróżniali się dzielnością, ale także okrucieństwem i szczególnym zamiłowaniem do rabunku, który został na stałe przypisany do zasad działania tej formacji (np. mieli zwyczaj zabijać każdego napotkanego przechodnia, żeby nie pozostawiać świadków). Cieszyli się wielką sławą w Europie jako niezrównana w szybkości jazda (pokonywali dziennie do 150 km).
Ich uzbrojenie i ubiór były niemal całkowicie dowolne i zależne od stopnia zamożności konkretnego żołnierza. Nosili pełniące funkcję miękkiej zbroi pikowane żupany, baczmagi (skórzane buty), czapki typu kołpak i charakterystyczne obcisłe spodnie. Nie używali metalowych zbroi; niektórzy nosili misiurki lub kolety, korzystali też ze zdobycznych kałkanów.
Uzbrojenie zaczepne składało się z szabli (obowiązkowo), łuku refleksyjnego chowanego w sajdaku (pokrowiec na łuk z kołczanem), ewentualnie krótkich pik lub rohatyn. Zamiennie z łukami czasami używano pistoletów, rusznic, arkebuzów lub bandoletów. Oficerowie posiadali dodatkowo nadziak bądź czekan i niekiedy koncerz lub pałasz troczony przy siodle, zazwyczaj pod lewym kolanem.

## W literaturze
Wspomnienia z wypraw lisowczyków spisał ich kapelan Wojciech Dębołęcki w Przewagach elearów polskich, co ich niegdy Lisowczykami zwano, które czynili w państwach Cesarskich przeciwko Heretykom, za czasów niezwyciężonych Monarchów Ferdynanda II Cesarza, Zygmunta III Króla Polskiego, w leciech Pańskich r. 1619 do 1623, krótko naprędzce zgromadzone przez Wielebnego Wojciecha Dembołęckiego z Konojad Franciszkanina S. Th. bakałarza: z rozkazania Ojca Św. ich kronikarza (1619–1623). 
Ignacy Krasicki z uznaniem wspominał ich w poemacie Wojna chocimska (1830): 
„(…) nadchodzą porządnemi szyki / Pod dzielnym wodzem śmiałe Lisowczyki” (Pieśń IV).
We współczesnej beletrystyce historię powstania i działalności lisowczyków zawarto w trzytomowej powieści historycznej autorstwa Kazimierza Korkozowicza zatytułowanej Jeźdźcy Apokalipsy. Na tle ich działań na Węgrzech i w Czechach osnuta jest także powieść przygodowa Bogusława Sujkowskiego Lisowczycy. 
W kulturze popularnej ich negatywny wizerunek został utrwalony m.in. w powiedzeniach „Co hultaj, to lisowczyk”, „To prawdziwy lisowczyk” (w znaczeniu łotr).

### Wybrane pozycje literackie
- Maurycy Dzieduszycki, Krótki rys dziejów i spraw lisowczyków Lwów 1843/44, t. 1, t. 2
- Władysław Magnuszewski, Z dziejów elearów polskich. Stanisław Stroynowski, lisowski zagończyk, przywódca i legislator, PWN, Warszawa – Poznań 1978.
- Kazimierz Korkozowicz, Jeźdźcy Apokalipsy (t. 1–3), Wyd. MON, Warszawa 1990.
- Bohdan Królikowski, Szable nie rdzewiały, Wyd. MON, Warszawa 1983.
- Aleksander Lisowski, [w:] Szymon Starowolski, Wojownicy sarmaccy, Wyd. MON (wyd. I), Warszawa 1978, s. 270–273.
- Ferdynand Antoni Ossendowski, Lisowczycy. Powieść historyczna, Wydawnictwo Polskie R. Wegnera, Poznań 1929; Wyd. Libra (wyd. I powojenne), Warszawa 1990.
- Bogusław Sujkowski, Lisowczycy. Powieść historyczna z XVII w., Wyd. Łódzkie (wyd. III), Łódź 1988.
- Tadeusz Nowak, Jan Wimmer, Dzieje oręża polskiego do roku 1793, Warszawa 1968.
- Radosław Sikora: Wojskowość polska w dobie wojny polsko-szwedzkiej 1626–1629. Kryzys mocarstwa. Poznań: Wydawnictwo Sorus, 2005. ISBN 83-89949-09-1.

## Dowódcy lisowczyków
Kolejnymi dowódcami lisowczyków byli:
- Aleksander Józef Lisowski (1616)
- Stanisław Czapliński
- Jan Walenty Rogawski (1618)
- Jarosz Hieronim Kleczkowski h. Cholewa (1620)
- Stanisław Rusinowski (od 4 marca 1620 do 1621)
- Stanisław Stroynowski (1622)
- Paweł Noskowski (1624)
- Jan Gromadzki (1624)
- Mikołaj Moczarski